# Pachycamenta gestroi
Pachycamenta gestroi är en skalbaggsart som beskrevs av Brenske 1895. Pachycamenta gestroi ingår i släktet Pachycamenta och familjen Melolonthidae. Inga underarter finns listade i Catalogue of Life.